# Colegio mayor

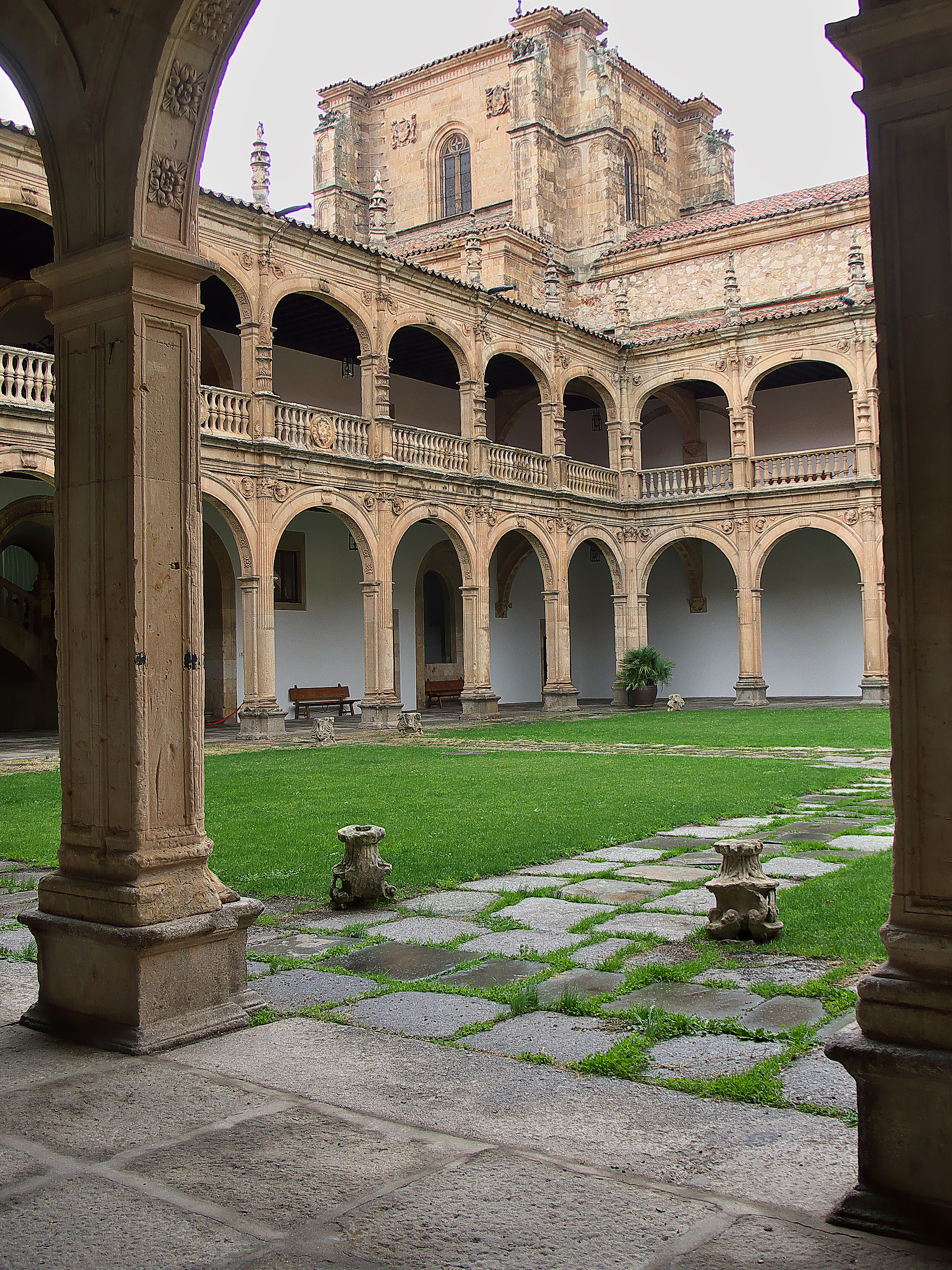
Patio Colegio Mayor de Santiago el Zebedeo w Salamance.

Colegio mayor (pol. ośrodek akademicki, dosł. szkoła większa) – instytucja akademicka, która kiedyś tworzyła zasadniczą część uniwersytetów w Europie Zachodniej. Jest to dom akademicki, w którym oprócz zakwaterowania istnieje oferta kulturalna, akademicka, religijna czy sportowa.

## Historia
Szczególnie na uniwersytetach hiszpańskich od późnego średniowiecza aż do końca XVIII w., Colegio Mayor było instytucją która miała przywilej nadawania tytułów wyższych (licencjat - odpowiednik polskiego stopnia magisterskiego; oraz doktorat). Czasem stanowiły poszerzenie oferty uniwersytetu, a czasem były jej zasadniczą częścią. Posiadały dużą autonomię. Profesorowie dawali w niej lekcje, choć potem studenci zdawali egzaminy na uniwersytecie. Sami mieszkańcy decydowali o sprawach administracyjnych i ekonomicznych i wybierali rektora ośrodka akademickiego spośród siebie.
W Hiszpanii w XVII wieku istniało jedynie sześć Colegios Mayores:
- 4 w Salamance
  - de San Bartolomé o Colegio Viejo, (1401)
  - de Cuenca (1500)
  - de Santiago el Zebedeo (1519)
  - de Oviedo (1521);
- jeden w Valladolid: de Santa Cruz (1482)
- jeden w Alcalá de Henares: de San Ildefonso (1499).

Istniały równolegle Colegios Menores (szkoły niższe), w których udzielano tytułu bachiller (odp. polskiego licencjatu).
Pierwotnie colegios mayores były fundowane przez wyższe duchowieństwo i z ich oferty korzystała mniej zamożna młodzież. Z czasem miejsca były jednak zajmowane w większości przez hiszpańską elitę polityczną (arystokrację, szlachtę i ludzi wykształconych), co nasiliło się od połowy XVII w.
Colegios Mayores w Hiszpanii zostały tymczasowo zlikwidowane w konsekwencji reform oświecenia z 1798 r.

## Obecnie
Obecnie w Europie istnieje 125 ośrodków pod nazwą "colegio mayor":
- 45 we Włoszech
- ponad 70 w Hiszpanii
- kilka w innych krajach.

### EUCA
W 2006 powstała organizacja EUCA (European University College Association), mająca na celu promocję colegios mayores jako akademików, które dają studentom wartość dodaną.. Organizacja współpracuje m.in. z Politechniką Warszawską. Na jesieni 2012 zorganizowali wspólnie w Warszawie spotkanie na temat przyszłości studiów w Europie, w którym prelegentem był m.in. dr Marek Migalski. Włoskim partnerem EUCA jest fundacja RUI.

### W Hiszpanii
Obecnie w Hiszpanii odróżnia się Colegio Mayor (ośrodek akademicki) od Residencia de Estudiantes (dom studencki). W Colegio Mayor odbywa się wiele zajęć formacyjnych, kulturalnych, sportowych, które współorganizują sami studenci.
Większość Colegios Mayores w Hiszpanii leży na terenie lub w bliskim sąsiedztwie kampusu uniwersyteckiego.
- Uniwersytet Complutense w Madrycie posiada 38 colegios mayores[4]
- Uniwersytet Nawarry posiada 13 colegios mayores[5]
- Uniwersytet Autonomiczny w Madrycie posiada 4 colegios mayores[6]

### W Ameryce Łacińskiej
W Ameryce Łacińskiej na Colegios Mayores mówi się "Residencia Universitaria", ponieważ w rzeczywistości domy te są bardziej rezydencją niż colegio (hiszp. szkoła).